# Marcantonio Raimondi

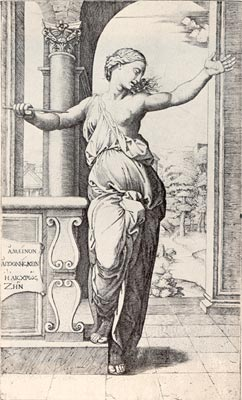
Lucrezia, kopparstick av Marcantonio Raimondi efter målning av Rafael.

Marcantonio Raimondi, född omkring 1475, död omkring 1534, var en italiensk kopparstickare.

## Biografi
Raimondi föddes i Norditalien. Han betraktas allmänt som Italiens mest berömde kopparstickare, och var en av de första som gav den nya tekniken spridning. Kanske är han mest känd för sina återgivningar av Rafaels målningar. Något som renderade honom påvligt fängelse 1524 var 16 erotiska kopparstick gjorda efter teckningar av Rafaels elev Giulio Romano. Den som fick honom fri var den inflytelserike vännen och författaren Pietro Aretino. Några år senare, år 1527, återutgav dessutom Aretino bilderna tillsammans med sina egna vällustiga sonetter - Sonetti lussuriosi. Ingen av upphovsmännen berövades sin frihet denna gång men boken beslagtogs och medtogs så småningom i katolska kyrkans register över förbjudna böcker, index librorum prohibitorum. Raimondi är representerad vid bland annat Göteborgs konstmuseum och Nationalmuseum